# ليه بف
ليه بف (18 سبتمبر 1923 في الولايات المتحدة - 25 فبراير 1979 في الولايات المتحدة) (بالإنجليزية: Les Pugh)‏ هو لاعب كرة سلة أمريكي في مركز الوسط. لعب مع بروفيدنس ستيمرولرز.

## وصلات خارجية
- ليه بف على موقع إن بي أي (الإنجليزية)
- ليه بف على موقع سبورتس رفرنس (الإنجليزية)
- ليه بف على موقع ريلجم (الإنجليزية)